# Okręg wyborczy Clare
Okręg wyborczy Clare powstał w 1801 r. i wysyłał do brytyjskiej Izby Gmin dwóch deputowanych. Okręg obejmował irlandzkie hrabstwo Clare. Został zlikwidowany w 1885 r.

## Deputowani do brytyjskiej Izby Gmin z okręgu Clare
- 1801–1808: Francis Nathaniel Burton
- 1801–1802: Hugh Dillon Massey
- 1802–1826: Edward O’Brien, wigowie
- 1808–1818: Augustine FitzGerald, torysi
- 1818–1828: William Vesey-FitzGerald, torysi
- 1826–1830: Lucius O’Brien, torysi
- 1828–1830: Daniel O’Connell, radykałowie
- 1830–1852: William Nugent Macnamara, wigowie
- 1830–1831: James Patrick Mahon, wigowie
- 1831–1832: Maurice O’Connell, radykałowie
- 1832–1847: Cornelius O’Brien, wigowie
- 1847–1852: Lucius O’Brien, Partia Konserwatywna
- 1852–1857: John Forster FitzGerald, wigowie
- 1852–1857: Cornelius O’Brien, wigowie
- 1857–1859: lord Francis Conyngham
- 1857–1859: Francis Macnamara Calcutt
- 1859–1874: Crofton Moore Vandeleur
- 1859–1860: Luke White
- 1860–1863: Francis Macnamara Calcutt
- 1863–1877: Colman O’Loghlen
- 1874–1880: lord Francis Conyngham
- 1877–1879: Bryan O’Loghlen
- 1879–1885: James Patrick Mahon, Home Rule League
- 1880–1885: William O’Shea